# James Senese (album)
James Senese è il primo album da solista del sassofonista italiano James Senese, pubblicato dalla Polydor Records nel 1983.

## Tracce

### LP
Lato A
1. E cchiù dolore – 2:10
2. Marcus silos – 3:06
3. Che t'aggia di – 1:14
4. Basta mò no cchiù – 3:33 (Totò Iacobone)
5. Sò vivo – 3:21

Lato B
1. Habbanera (Colonna sonora del film No grazie il caffè mi rende nervoso) – 3:30
2. Coccosa e cchiù – 3:10
3. Io volo – 3:23
4. Whe ha – 4:15

## Musicisti
- James Senese - sassofono tenore, sassofono soprano, lyricon, delay delta 4, harmonizer, voce
- Renato Costarella - tastiere, brass prophet, obx-a
- Rino Calabritto - basso, chorus ve 400, delay ibanez
- Giorgio Cocilovo - chitarre
- Walter Martino - batteria, percussioni

Note aggiuntive
- Totò Iacobone - produzione
- Renato Costarella - trascrizioni
- James Senese - arrangiamenti
- Missato allo Studio Splash di Napoli
- Mario Convertino - copertina album originale
- Special Thanks to: Salvatore, Toto, Gianni Minà[1]